# Ван Юаньці
Ван Юаньці (王原祁, 1642 — 1715) — китайський художник часів династії Цін, входив до «співдружності чотирьох Ванів».

## Життєпис
Народився у 1642 році у м. Тайцан (провінція Цзянсу). Замолоду був учнем свого діда Ван Ши-міна, відомого художника. Отримав визнання за імператора Кансі. Незабаром був прийнятий до Академії живопису, де працював до самої смерті у 1715 році.

## Творчість
Твори Ван Юньці, яких відомо більше 100, свідчать про те, що його по праву визнають найяскравішим художником з числа «чотирьох Ванів». Він артистично поєднує стилізацію іменитих попередників з творчою самобутністю. Так, сувій «Фан Ґао Кеґун юньшань ту» («Хмарні гори в стилі Ґао Кеґун», 113,6 х54, 4 см, папір, туш, фарби. Шанхайський художній музей), наслідує в передачі простору і трактуванні гірських форм манері Ґао Кеґуна, відомого живописця епохи Юань, з іншого боку, являє собою досить ефектну пейзажну композицію.
До найбільш вражаючих творів Ван Юаньці відноситься сувій «Чжуци сун цень ту»(«Бамбукові [зарості], потоки, сосни та скелі», 26,8 х471, 7 см, папір, туш. Музей Гугун, м. Пекін). У кожному фрагменті сувою вгадуються певні художні «цитати» з пейзажів минулих епох, але вся композиція в цілому утворює чудовий і по-своєму органічний уявний ландшафт.